# تلخآب شیرین
تلخ آب شیرین، روستایی از توابع بخش مرکزی شهرستان گچساران در استان کهگیلویه و بویراحمد ایران است که در 12 کیلومتری جاده گچساران به شیراز قرار دارد. 
اکثر اهالی این روستا به دامداری و کشاورزی مشغول بوده و مهمترین محصولات کشاورزی آنها مرکبات اعم از  لیمو ترش،پرتقال،نارنگی،لیموخاگی،لیمو شیرین و پرتقال توقرمز می باشد همچنین صیفی جات و حبوبات  مختلف مانند گوجه فرنگی،سیب زمینی ،پیاز ،کدو ،خیار و همچنین عدس،ماشک و کنجد می باشد  
مهمترین  کشت کشاورزان  گندم و جو همچنین  تهیه علوفات حیوانی نظیر یونجه و ذرت علوفه ای به صچرت سالانه می باشد ... 
این روستا جزو توابع گرمسیر و در مسیر  جاده ای عشایری می باشد که قصد کوچ به مناطق گرمسیری جنوب را دارند   

## جمعیت
این روستا در دهستان امامزاده جعفر قرار دارد و براساس سرشماری مرکز آمار ایران در سال ۱۳۸۵، جمعیت آن ۱٬۱۴۵ نفر (۲۳۳خانوار) بوده‌است. بر براساس سرشماری مرکز آمار ایران در سال 1395، جمعیت این روستا 1400 نفر و بالغ بر 380 خانوار است.
خانوارهای اولیه ساکن این روستا شامل خانوارهای قرقانی و چند خانوار دیگر بوده است.

## وجه تسمیه نام روستا
بنا به روایت های مختلف دو فرضیه برای نام روستا وجود دارد که فرضیه اول مطمئن تر و با ادلیه محکم می باشد :
بنا بر سخن ریش سفیدان این روستا به تفسیر دو فرضیه میپردازیم : 
فرضیه اول:روستای تلخاب شیرین در زمان گذشته بین حدفاصل دو  چشمه ی  آب قرار داشته که یکی از چشمه ها مزه ی آب تلخ و دیگر چشمه مزه ی  آب شیرین بوده است. چون این روستا بین این دو چشمه قرار داشت تلخاب شیرین (تلخ آب شیرین)  نام گرفته و البته در حال حاضر فقط چشمه ی تلخ جریان دارد و خشک نشده است.
فرضیه دوم: با توجه به مسیر کاروانسرایی دشت عبدالان درزمانهای گذشته تاجری درحال گذر با کاروان خود ازاین منطقه بوده که تاجر در منطقه ای از این روستاساکن میشود و به استراحت می پردازد.شبا هنگام راهزنها به جمعیت حمله ور میشوند و کاروان وی را غارت می کنند ،مرد تاجر که از خواب برمی‌خیزد و  وضعیت را میبیند و به حالت طنز می گوید: تلخ از خواب شیرین که بعدها به تلخاب شیرین معروف می شود
البته این داستان خالی از افسانه نیست و همان فرضیه ی اول محکم و با استدلال تر می باشد. 

## افتخارات این روستا
هاکی پسران:
این روستا دارای دو تیم هاکی دختران و پسران است که با حمایت آقای نوروز حیدری سرمربی اسبق تیم ملی تشکیل شد که این تیم ها توانستند در رده های منطقه ای و ملی برای این روستا افتخار آفرینی کنند.از جمله این افتخارات می توان به نائب قهرمانی هاکی سالنی پسران رده سنی نونهالان در جشنواره فرهنگی، ورزشی مستعدین هاکی پسران کشور اصفهان با سرمربیگری نیما حیدری و سرپرستی ابراهیم قرقانی اشاره کرد. بازیکنان افتخار آفرین این روستا در هاکی سه شامل ابوالفضل بیعتی، علی عباس پور و فرید تاشی پور، در هاکی دو امیرحسین قرقانی، امیرارسلان کاویانی و محمدرضا بازرسان و در مینی هاکی نیز آرمان کاویانی، ابوالفضل قرقانی، آروین بشارت، آرش صالحی و متین عباسی بودند که شامل 10 نفر از 15 ورزشکاران اعزامی به این مسابقات ساکن روستای تلخاب شیرین از توابع شهرستان گچساران بودند.
هاکی دختران:
این روستا دارای عناوین چهارمی ایران و نایب قهرمانی ایران در هاکی سالن و سومی هاکی چمن ایران را در کارنامه دارند. 10 نفر از دختران هاکی باز تلخاب شیرینی به نام های زهرا بیعتی اصل، تکتم آقایی، پریسا قرقانی، دنیا قرقانی، سنا قرقانی، ثمین قرقانی، ای لار فرشادیان، عسل فرشادیان، پریا علیزاده، آدینه افشاری به نمایندگی از استان کهگیلویه و بویراحمد در جشنواره ورزشی فرهنگی مستعدین هاکی کشور در استان مرکزی و شهر اراک شرکت کردند که موفق شدند با چهار مساوی(خراسان جنوبی، اصفهان، همدان، ایلام) یک برد (تهران) و یک باخت(مرکزی) از بین هفت تیم حاضر با هفت امتیاز به عنوان چهارمی دست پیدا کنند. گل خورده یک و تفاضل گل صفر.در این مسابقات استان مرکزی اول، همدان دوم و اصفهان سوم شد. که در مسابقات اولیه اسماء براتی مربی و سهیلا قرقانی سرپرست تیم بودند و در نایب قهرمانی قرقانی مربی و براتی سرپرست شدند و در سومی هاکی چمن نیز همین ترکیب حفظ شد. 
فلوربال پسران:
این روستا تنها روستای کهگیلویه و بویراحمد است که دارای تیم فلوربال می باشد و در اولین حضور خود در دومین المپیاد مستعدین فلوربال کشور در شهر ساری استان مازندران موفق به کسب مقام پنجم ایران شد. ورزشکاران این روستا در این حضور شامل امیر عباس قرقانی، صادق قرقانی، سروش قرقانی، پارسا آقایی،آرمین هژبری نژاد، مهران آهنگ، آرمان کاویانی،ابوالفضل نفیسی، فردین هاشمی، نیما تاشی پور، سامان باوی و آرش صالحی بودند که توسط ابراهیم قرقانی سرپرستی شدند.
- «نتایج سرشماری عمومی نفوس و مسکن ۱۳۸۵». درگاه ملی آمار ایران. بایگانی‌شده از اصلی در ۱ ژانویه ۲۰۱۳. دریافت‌شده در ۱ ژانویه ۲۰۱۳.